# Ambroxol
L'ambroxol  est une substance chimique bromée de la famille des cyclohexanols qui possède des propriétés mucolytiques et expectorantes. Elle est donc souvent prescrite dans le cadre d'un traitement de certaines bronchites, toux et sinusites, en dépit d'un rapport bénéfice-risque négatif pour les maux de gorges et la toux d'après la revue Prescrire.

## Indication
Elle soigne et traite les toux et sinusites, mais surtout les bronchites avec des préparations par voie orale (sirop et comprimés).
Une indication accessoire est le mal de gorge sous forme de préparation locale (pastilles à sucer).
L'ambroxol fluidifie les sécrétions des bronches ; elle est présente dans les spécialités pharmaceutiques comme Surbronc ou Muxol, mais aussi dans certains médicaments génériques.
L'ambroxol fournit aussi le soulagement de la douleur dans le mal de gorge aigu, qui est typique de l'angine aiguë. Le mal de gorge est le plus souvent causé par une infection virale. L'infection est limitée et le patient se remet normalement après quelques jours.
La propriété principale de l'ambroxol pour traiter le mal de gorge est l'effet anesthésique local, décrit d'abord à la fin des années 1970,.
Associé au glucocorticoïde, elle semble assez efficace contre les otites moyennes séromuqueuses .